# コスツノリドシンターゼ
コスツノリドシンターゼ (Costunolide synthase, EC 1.14.13.120)は、酸化還元酵素の1つで、系統名は、germacra-1(10),4,11(13)-trien-12-oate,NADPH:oxygen oxidoreductase (6alpha-hydroxylating)である。この酵素は、以下の化学反応を触媒する。
ゲルマクラ-1(10),4,11(13)-トリエン-12-オータ + NADPH + H+ + O2 {\displaystyle \rightleftharpoons } (+)-コスツノリド + NADP+ + 2 H2O
つまり、反応物は、ゲルマクラ-1(10),4,11(13)-トリエン-12-オータとNADPHと水素イオンと酸素分子、生成物は(+)-コスツノリド、NADP+、水である。
コスツノリドシンターゼは、ヘム-チオール酸タンパク質(P-450)である。